# Eudactylina rhinobati
Eudactylina rhinobati is een eenoogkreeftjessoort uit de familie van de Eudactylinidae. De wetenschappelijke naam van de soort is voor het eerst geldig gepubliceerd in 1979 door Raibaut & Essafi.